# Рицерка
Рицерка (пол. Rycerka (potok') — річка в Польщі, у Живецькому повіті Сілезького воєводства. Ліва притока Соли, (басейн Балтійського моря).

## Опис
Довжина річки приблизно 16,50 км, найкоротша відстань між витоком і гирлом — 13,66 км, коефіцієнт звивистості річки — 1,21 . Формується притоками та багатьма безіменними струмками.

## Розташування
Бере початок на південній стороні від природного заказника Шрубіта ґміни Райча. Тече переважно на північний схід через Рицерку Ґурну, Рицерку Дольну і біля Райчи зливається з річкою Водою Уйсольською, утворюючи початок річки Сола (права притока Вісли).

## Цікавий факт
- Понад річкою створені жовта пішохідна стежка та чорна велосипедна доріжка.